# Ула Крістіанссон
Ула Крістіанссон (швед. Ola Kristiansson; нар. 23 вересня 1971) — колишній шведський тенісист.
Найвищу одиночну позицію світового рейтингу — 277 місце досяг 8 лютого 1993, парну — 123 місце — 12 червня 1995 року.
Найвищим досягненням на турнірах Великого шолома було 3 коло в парному розряді.

## Титули на челленджерах

### Парний розряд: (3)
| Ранг | Рік  | Турнір             | Покриття | Партнер         | Суперники                      | Рахунок       |
| ---- | ---- | ------------------ | -------- | --------------- | ------------------------------ | ------------- |
| 1.   | 1994 | Аахен, Німеччина   | Килим    | Давід Енгель    | Вейн Артурс Брент Ларкем       | 6–4, 6–4      |
| 2.   | 1996 | Дрезден, Німеччина | Ґрунт    | Мортен Ренстрем | Гірт Дзелде Томас Нюдаль       | 3–6, 6–2, 7–5 |
| 3.   | 1996 | Севілья, Іспанія   | Ґрунт    | Том Ванхудт     | Фабіо Маджі Хуан Антоніо Марін | 6–0, 6–7, 6–1 |